# Salt Island
Salt Island er en ø i øgruppen de Britiske Jomfruøer i Caribien
Salt Island ligger omkring 10 km sydøst for hovedøen Tortola.  Øen er af vulkansk oprindelse og har et areal på cirka 1,5 kvadratkilometer. Øen har ingen permanent befolkning, de sidste beboere, der dengang boede i den nu forladte by The Settlement på den nordlige del af øen døde i 2003. Øen kan kun nås med skib og er et populært udflugtsmål, specielt for dykning ved vrag af fragtskibet "RMS Rhone” der anses blandt de bedste dykningssteder i det Caribiske Hav.